# Middle Finger
«Middle Finger»  —en español: «Dedo corazón»— es una canción grabada por la banda de synthpop estadounidense Cobra Starship. La canción fue escrita y producida por el noruego Stargate equipo de producción y las características de Pittsburgh rapero Mac Miller. Fue lanzado como el tercer sencillo promocional de su cuarto álbum de estudio, Night Shades y más tarde como el segundo sencillo oficial.

## Lista de canciones
| Sencillo iTunes remix |                                           |          |  |
| N.º                   | Título                                    | Duración |  |
| 1.                    | «Middle Finger» (Bingo Players Remix)     | 5:25     |  |
| 2.                    | «Middle Finger» (Bingo Players Radio Mix) | 3:35     |  |

## Posicionamiento en listas
| Listas (2011–12)                        | Mejor posición |
| --------------------------------------- | -------------- |
| Canadá (Canadian Hot 100)               | 55             |
| Japan (Japan Hot 100)                   | 80             |
| Estados Unidos (Bubbling Under Hot 100) | 14             |
| Estados Unidos (Mainstream Top 40)      | 36             |